# Suites per a orquestra (Bach)
Les Suites per a orquestra BWV 1066-1069 (anomenades ouvertures pel seu autor), són un conjunt de quatre composicions de Johann Sebastian Bach, compostes probablement entre 1725 i 1739 a Leipzig. La paraula suite s'utilitza per referir-se a tota una sèrie de peces de dansa molt utilitzada al barroc.

## Suite per a orquestra núm. 1 en do major, BWV 1066
1. Ouverture
2. Courante
3. Gavotte I/II
4. Forlane
5. Minuet I/II
6. Bourrée I/II
7. Passepied I/II

Instrumentació: Oboè I/II, fagot, violí I/II, viola, baix continu

## Suite per a orquestra núm. 2 en si menor, BWV 1067
1. Ouverture
2. Rondeau
3. Sarabande
4. Bourrée I/II
5. Polonaise (Lentement) - Double
6. Minuet
7. Badinerie

Instrumentació: Solo flauta, violí I/II, viola, baix continu
La badinerie s'ha convertit en una peça de programa per a flautistes, a causa del seu ritme ràpid i espectacular.

## Suite per a orquestra núm. 3 en re major, BWV 1068
1. Ouverture
2. Aire
3. Gavotte I/II
4. Bourrée
5. Gigue

Instrumentació: Trompeta I/II/III, timbales, oboè I/II, violí I/II, viola, baix continu
Aquesta ària és una de les peces més famoses de la música barroca. Un arranjament de la peça pel violinista alemany August Wilhelmj (1845-1908) ha arribat a ser coneguda com a Ària per a corda sola.
| Ària per a corda en Sol                                                            |
|                                                                                    |
| Enregistrament de 1920, interpretat per Joel Belov (violí) i Robert Gayler (piano) |
|                                                                                    |

## Suite per a orquestra núm. 4 en re major, BWV 1069
1. Ouverture
2. Bourrée I/II
3. Gavotte
4. Menuet I/II
5. Réjouissance

Instrumentació: Trompeta I/II/III, timbales, oboè I/II/III, fagot, violí I/II, viola, baix continu
El moviment d'obertura d'aquesta suite va ser utilitzada per Bach en l'obertura de coral de la seva cantata Unser Mund sei voll Lachens (BWV 110). Les veus venen a l'obertura de la giga de fuga, pel que el seu cant de Lachen(rialles) sona com "ha ha ha". És tècnica utilitzada per Bach en altres de les seves obres vocals.